# Diplazium wallisii
Diplazium wallisii là một loài dương xỉ trong họ Athyriaceae. Loài này được Baker C. Chr. mô tả khoa học đầu tiên năm 1934.